# Miúcha, la voix de la bossa nova
Pour plus de détails, voir Fiche technique et Distribution.
Miúcha, la voix de la bossa nova (Miúcha, a Voz da Bossa Nova) est un film documentaire franco-brésilien réalisé par Liliane Mutti et Daniel Zarvos et sorti en 2022.

## Synopsis
Portrait intimiste de Miùcha, figure de la Bossa Nova, entre les années 60 et 80.

## Fiche technique
Sauf indication contraire, les informations mentionnées dans cette section peuvent être confirmées par la base de données cinématographiques IMDb,  présente dans la section « Liens externes ».
- Titre original : Miúcha, a Voz da Bossa Nova
- Titre français : Miúcha, la voix de la bossa nova
- Réalisation : Liliane Mutti et Daniel Zarvos
- Scénario : Liliane Mutti
- Musique : Ruben Jacobina, chansons de Miúcha
- Son : Pierre-Yves Gauthier et Rodrigo Sacic
- Montage : Isabel Castro et Daniela Ramalho
- Production : Marta Sánchez et Daniel Zarvos
- Société de production : Filmz
- Pays de production :  Brésil,  France
- Langue originale : portugais
- Format : couleur, noir et blanc
- Genre : documentaire
- Durée : 108 minutes
- Dates de sortie :
  - États-Unis : 22 septembre 2022 (Telluride Film Festival)
  - Brésil : 12 octobre 2022
  - France : 22 janvier 2023 (FIPADOC)

## Distribution
- Miúcha : elle-même
- Sílvia Buarque (pt) : voix de Miúcha

## Distinction
- Festival du documentaire engagé dans les Amériques 2024 : Prix du long métrage